# The Elder Scrolls: Blades
The Elder Scrolls: Blades é um RPG de ação free-to-play desenvolvido pela Bethesda Game Studios e publicado pela Bethesda Softworks . É um spin-off da série The Elder Scrolls , ambientado após The Elder Scrolls IV: Oblivion e precedendo The Elder Scrolls V: Skyrim . Após mais de um ano de acesso antecipado em dispositivos Android e iOS , a versão completa de Blades foi lançada para Android , iOS e Nintendo Switch em maio de 2020. O jogo recebeu críticas geralmente negativas dos críticos.